# Кейптаун
Кейпта́ун (англ. Cape Town, африк. Kaapstad, коса iKapa, сесото Motse Kapa) — второй по численности населения после Йоханнесбурга город Южно-Африканской Республики. Расположен на юго-западе страны, на побережье Атлантического океана, недалеко от Мыса Доброй Надежды. Столица Западно-Капской провинции, законодательная столица ЮАР. Входит в городской округ Кейптаун.
В Кейптауне расположены парламент ЮАР и многие правительственные учреждения. Город знаменит своей гаванью и известными на весь мир достопримечательностями, такими как Столовая гора (Южная Африка), мыс Доброй Надежды, Кейп-Пойнтом. Является самым посещаемым туристами городом Южной Африки.
Кейптаун развивался как перевалочный пункт для голландских кораблей по пути из Европы в Восточную Африку, Индию и другие части Азии и играл ведущую роль в этом качестве более 200 лет, до открытия Суэцкого канала в 1869 году. Город, основанный 6 апреля 1652 года колонистами под руководством Яна ван Рибека, долгое время оставался столицей и крупнейшим городом Капской колонии.
Согласно данным переписи 2011 года, население Кейптауна составляет 3 740 026 человек. Площадь составляет 2444,97 км²: это больше, чем другие города ЮАР, и как следствие, плотность населения в Кейптауне ниже:1529,68 чел./км².

## История
Достоверных сведений о том, когда здесь появились первые людские поселения, нет. Самые ранние археологические находки (пещера Пирс-Кейв, возле Фиш-Хука) относятся ко времени примерно 12 000 лет назад. О ранней истории этого региона известно мало. Первые письменные свидетельства относятся лишь к 1486 г., когда мыс Доброй Надежды посетил португалец Бартоломеу Диаш.

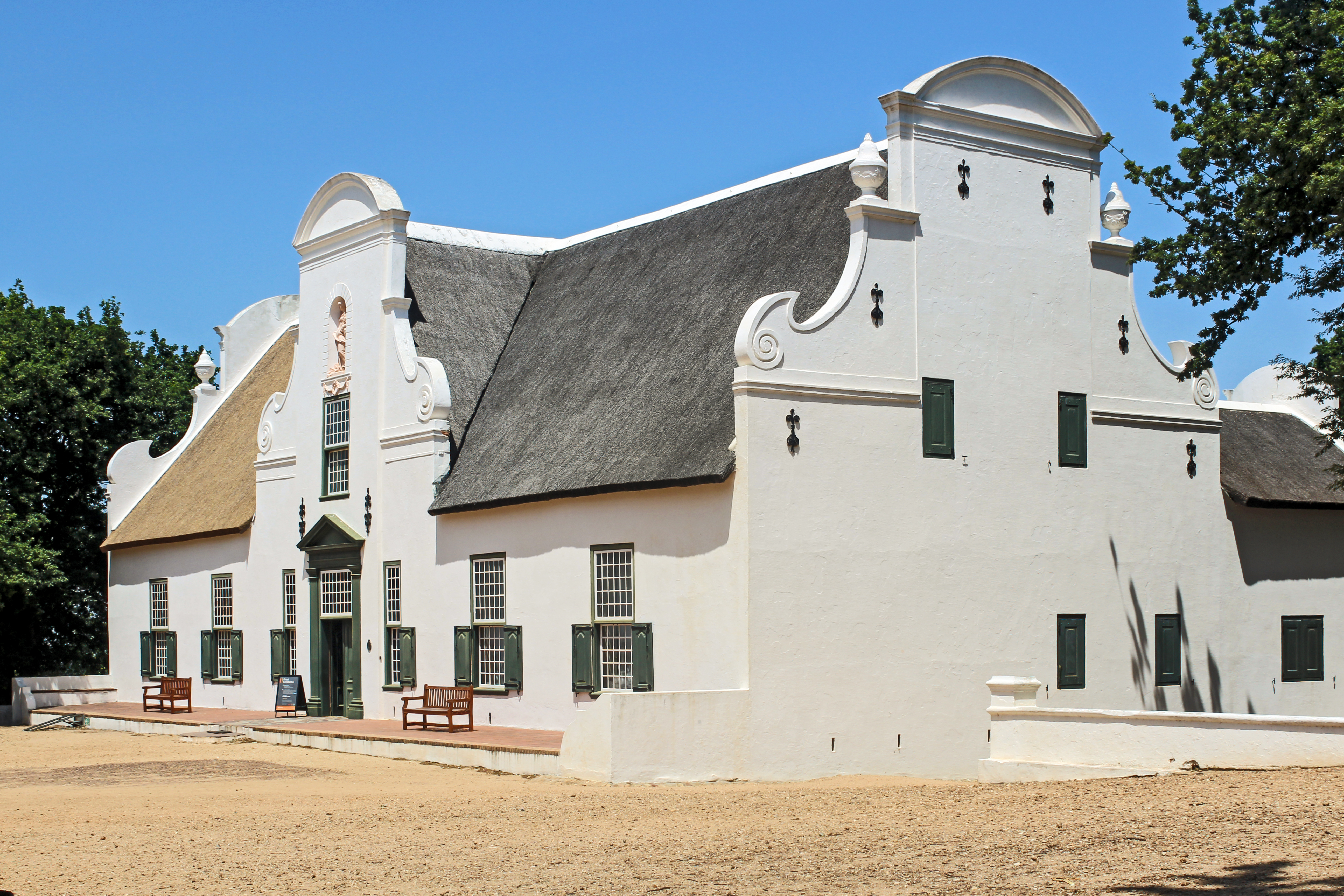
Констанция — капстадская усадьба голландского губернатора Симона ван дер Стела (1639—1712)

Васко да Гама также обогнул мыс 20 ноября 1497 года, но регулярные контакты с европейцами у местного населения начались только в 1652 году, после прибытия экспедиции Яна ван Рибека. В том же году под его руководством был основан город и порт Капстад как база обеспечения кораблей Голландской Ост-Индской компании свежими продуктами и мясом. Рибек работал на Голландскую Ост-Индскую компанию (нидерл. Verenigde Oost-indische Companie) и должен был обеспечивать стоянку для её судов на пути в Европу. Оконечность Южной Африки в то время населяли в первую очередь готтентоты, с востока наступали коса, народ, относящийся к семье банту.
В начальный период город рос медленно, так как сказывался недостаток рабочей силы. Чтобы восполнить его, голландцы начали импорт рабов из Индонезии и Мадагаскара. Многие из этих рабов влились в колониальное общество, а потомки от смешанных браков индонезийцев, европейцев и местного населения образовали несколько особых этнических групп, называемых «цветных», причём капские цветные выделяются в особую общность. В Кейптауне мусульманами, выходцами из Малайзии и Индонезии, был построен довольно необычный в архитектурном плане городской квартал. Сейчас он называется Бо-Каап, старое название: Малайский квартал, в нём до сих пор компактно проживает большая цветная община.
В 1795 году британские войска захватили город после битвы при Мейзенберге. По условиям мирного договора, заключённого после войны в 1803 г., Капстад был возвращён голландцам, однако в том же году конфликт возобновился, и в 1806 г. британцы после битвы при Блауберге вновь захватили Каап. По мирному договору 1814 года этот регион стал неотъемлемой частью Британской империи. Территория, подвластная британцам, росла, была создана Капская колония, столицей которой стал Кейптаун.

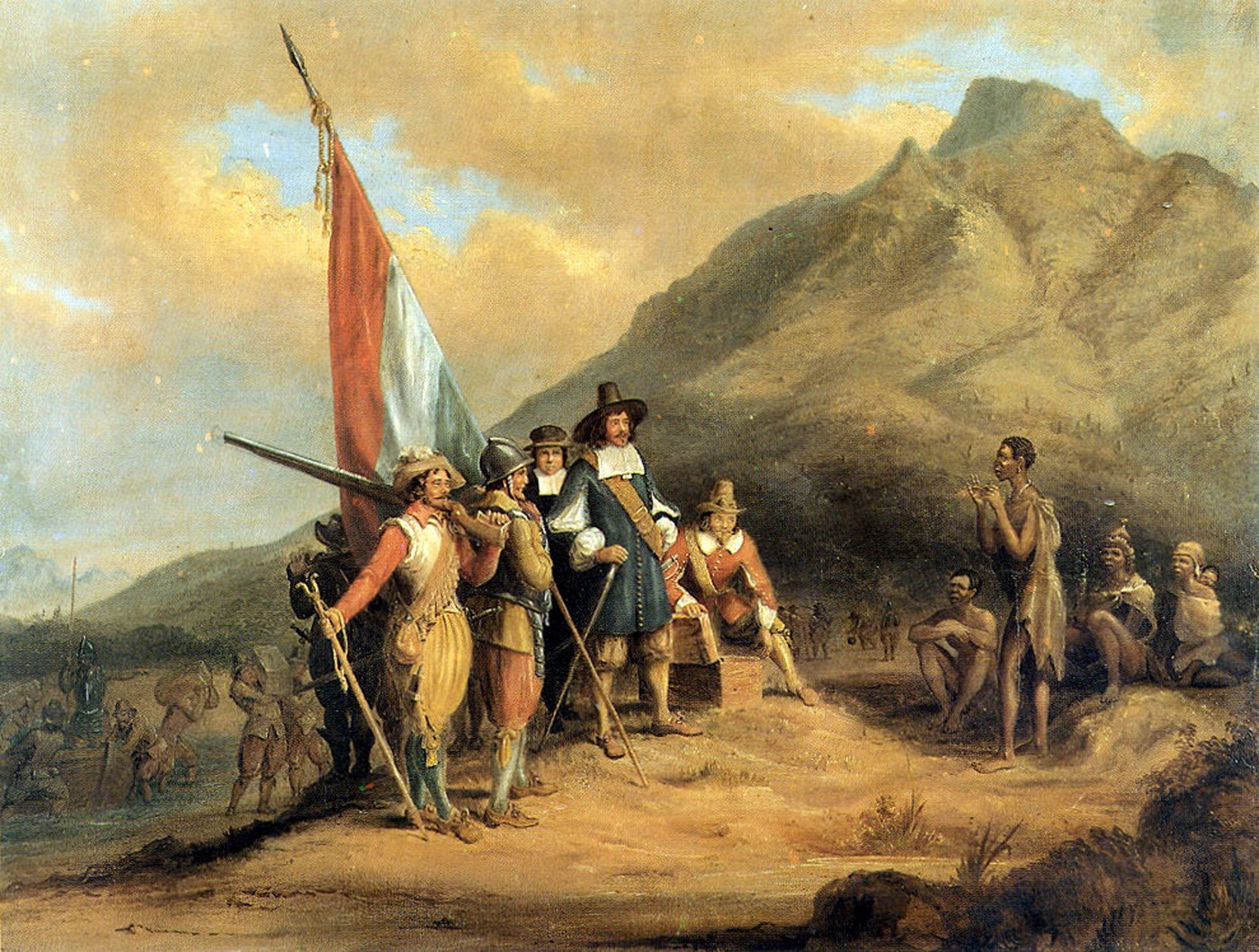
Картина, изображающая прибытие Яна ван Рибека

Открытие алмазных месторождений в Западном Грикваленде и золотых залежей на Витватерсранде, возле нынешнего Йоханнесбурга в 1869 году привело к началу золотой лихорадки и стремительному росту Йоханнесбурга за счёт притока иммигрантов. Кроме того, начались трения между бурскими государствами, созданными в ходе Великого трека и испытавшими приток иностранцев-ойтландеров, и британской колониальной администрацией. Кульминацией этого конфликта стала Англо-бурская война (1899—1902). Победив бурские государства Оранжевую республику и Трансвааль и упрочив контроль над добычей золота и алмазов, англичане объединили бурские республики с Капской колонией и британским же владением Наталь, создав Южно-Африканский Союз. ЮАС был провозглашён в 1910 году, Кейптаун стал его законодательной столицей; эту функцию он сохранил и после того, как в 1961 г. была создана Южно-Африканская Республика.
В 1948 году на выборах победила Национальная партия, обещавшая ввести сегрегацию по расовому признаку, известную как апартеид. Согласно закону о групповых областях, пригороды со смешанным населением должны были быть либо очищены от «незаконно» пребывавших там жителей, либо вовсе снесены. В связи с этой кампанией большую известность получил кейптаунский Шестой округ, разрушенный в 1965 г. Поскольку эта зона была провозглашена районом для белых, более 60 000 чёрных жителей были насильно выселены. В эпоху апартеида предпочтение при найме на работу в Кейптауне по закону отдавалось цветным, а не чёрным. Шестой округ Кейптауна был официально объявлен «белой зоной» в 1966 году, по закону о групповых областях, принятому в 1950 году, и был снесён только в 1982 году. Вплоть до снесения в этом округе проживало около 66 000 представителей различных групп: вольноотпущенники, ремесленники, лавочники и рабочие. После сноса бывший житель оставил на одной из стен саркастическое граффити: You are now in Fairyland (англ. Добро пожаловать в страну фей, дословно: Вы теперь в стране фей.).
3 декабря 1967 года в госпитале Гроте-Схюр была проведена первая в истории медицины операция по пересадке сердца; её провёл профессор Кристиан Барнард, трансплантировав сердце смертельно раненной 25-летней женщины 55-летнему больному.
В Кейптауне жили многие борцы с апартеидом; часть из них, в том числе Нельсон Мандела, потом содержались в тюрьме на острове Роббен, отстоящем на 10 км от кейптаунского берега. 11 февраля 1990 года Мандела, через несколько часов после выхода из тюрьмы, произнёс знаменитую речь, стоя на балконе Кейптаунской ратуши. После того как в 1994 году апартеид был отменён, Кейптауну пришлось столкнуться с множеством проблем, включая ВИЧ и СПИД, туберкулёз и преступность, в том числе связанной с наркотиками. В то же время в экономике города наблюдался настоящий бум, в особенности за счёт туризма и бурно растущего рынка недвижимости.
15 января 2018 года местные власти объявили, что из-за продолжительной засухи запасы воды в городе истощатся через 90 дней. «Нулевой день» был назначен на 22 апреля, ранее называлась дата 29 апреля. Было принято решение, что когда запасы упадут до отметки 13,8 %, водоснабжение будет остановлено, за исключением критически важных объектов, в том числе госпиталей, а в городе будут организованы 200 точек, где каждый житель сможет получить 25 литров воды в сутки.

## Физико-географическая характеристика

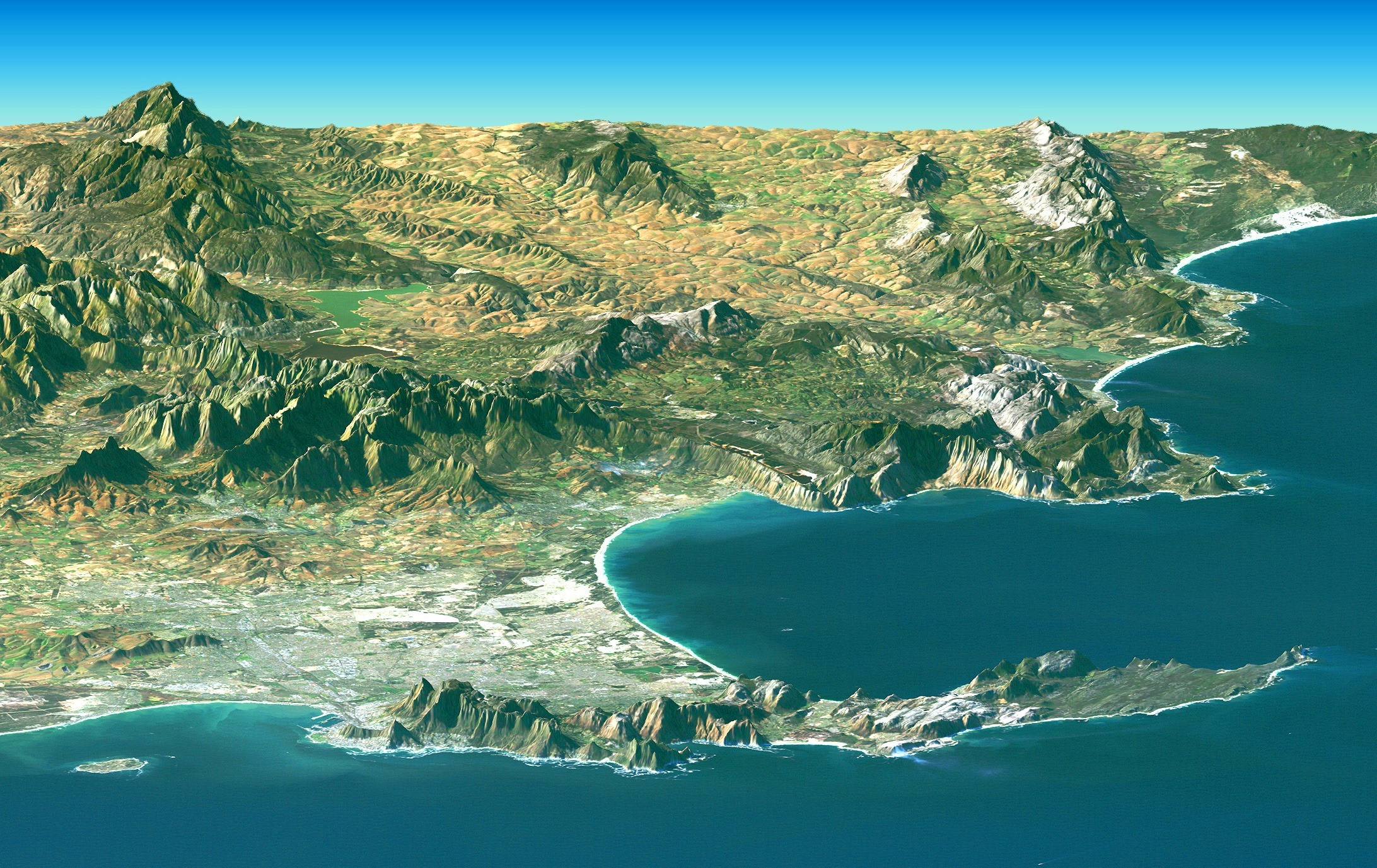
Модель окрестностей Кейптауна, созданная на основе снимков спутника Landsat

Центр Кейптауна расположен на северной окраине Капского полуострова. Столовая гора создаёт живописный фон, возвышаясь над уровнем моря более чем на тысячу метров. Она окружена почти отвесными утёсами, такими как Пик Дьявола и Голова Льва. Иногда над горой формируется тонкое облако, называемое «скатертью».
Сам полуостров является небольшой горной цепью, более 700 вершин имеют высоту более 300 м, и оканчивается мысом Кейп-Пойнт. Многие пригороды Кейптауна расположены на большой равнине Кейп-Флэтс, соединяющей полуостров с материком. Кейп-Флэтс сложена из песчаных почв, оставшихся от былой отмели: ранее Столовая гора представляла собой остров.
С восточной стороны полуострова в бухте Фалсбай расположена военно-морская база Саймонстаун, где можно посетить музей военно-морского флота ЮАР.

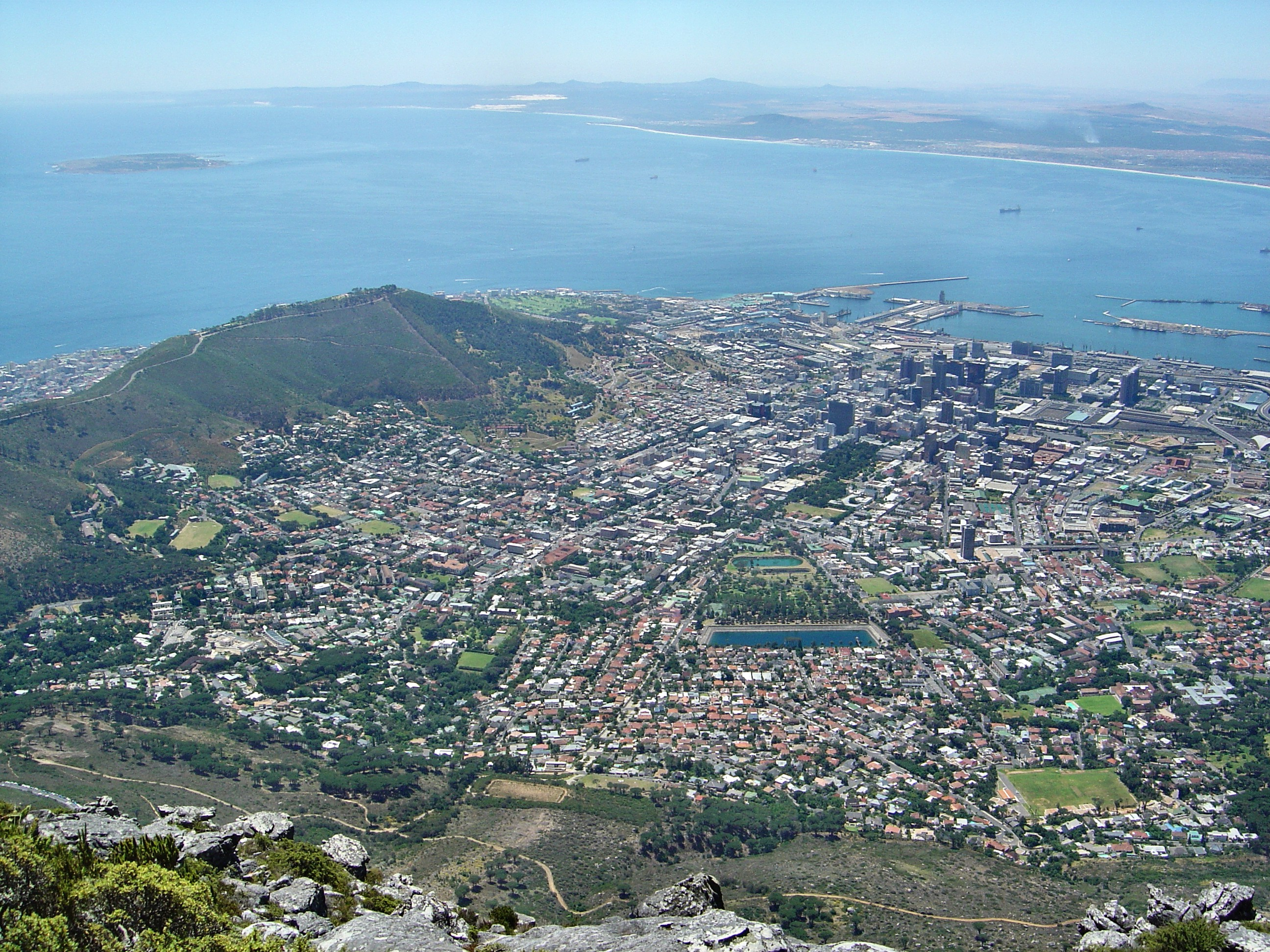
Панорама города
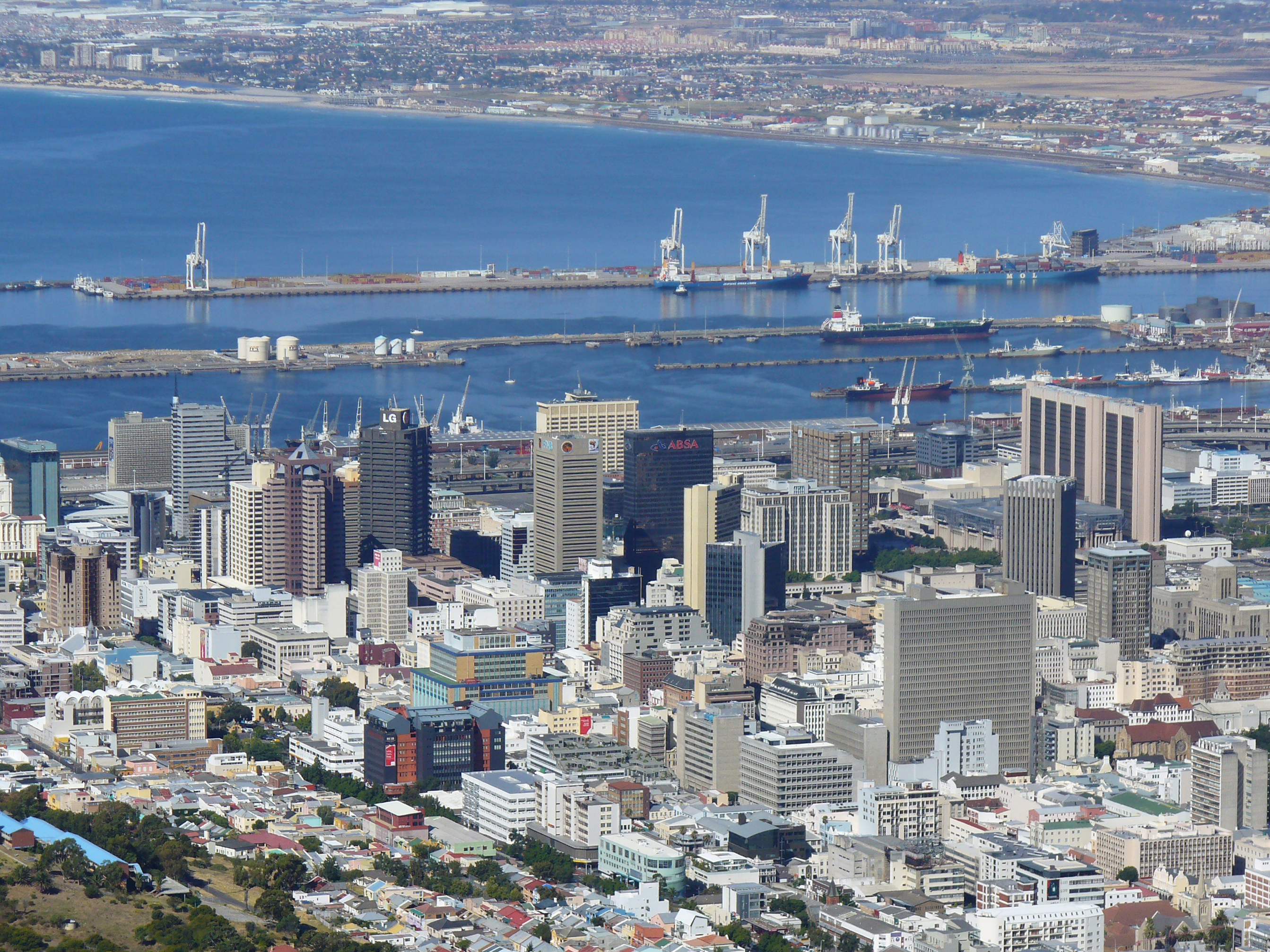
Центральная часть города
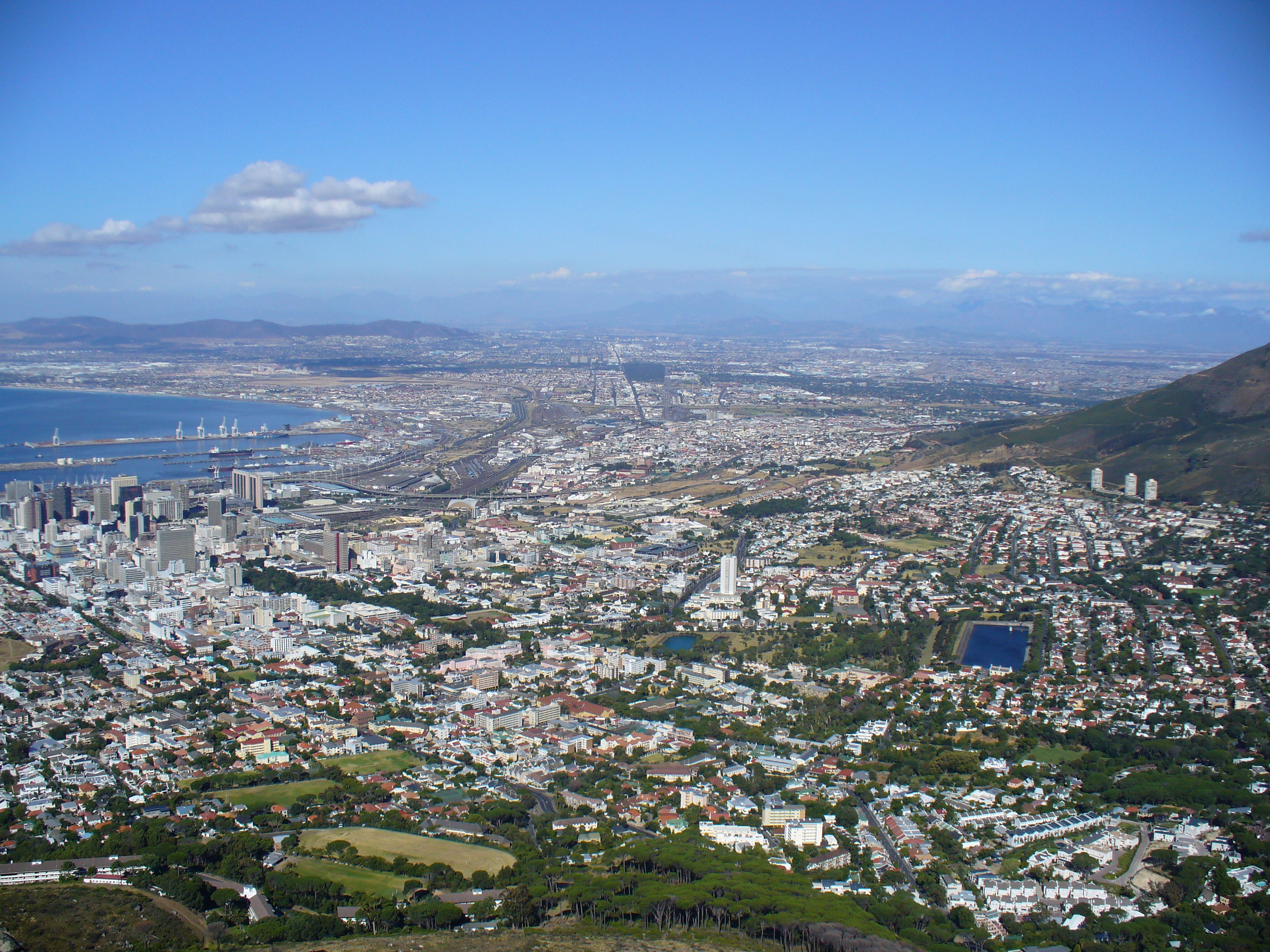
Вид на Кейптаун с горы Лайонс-Хед
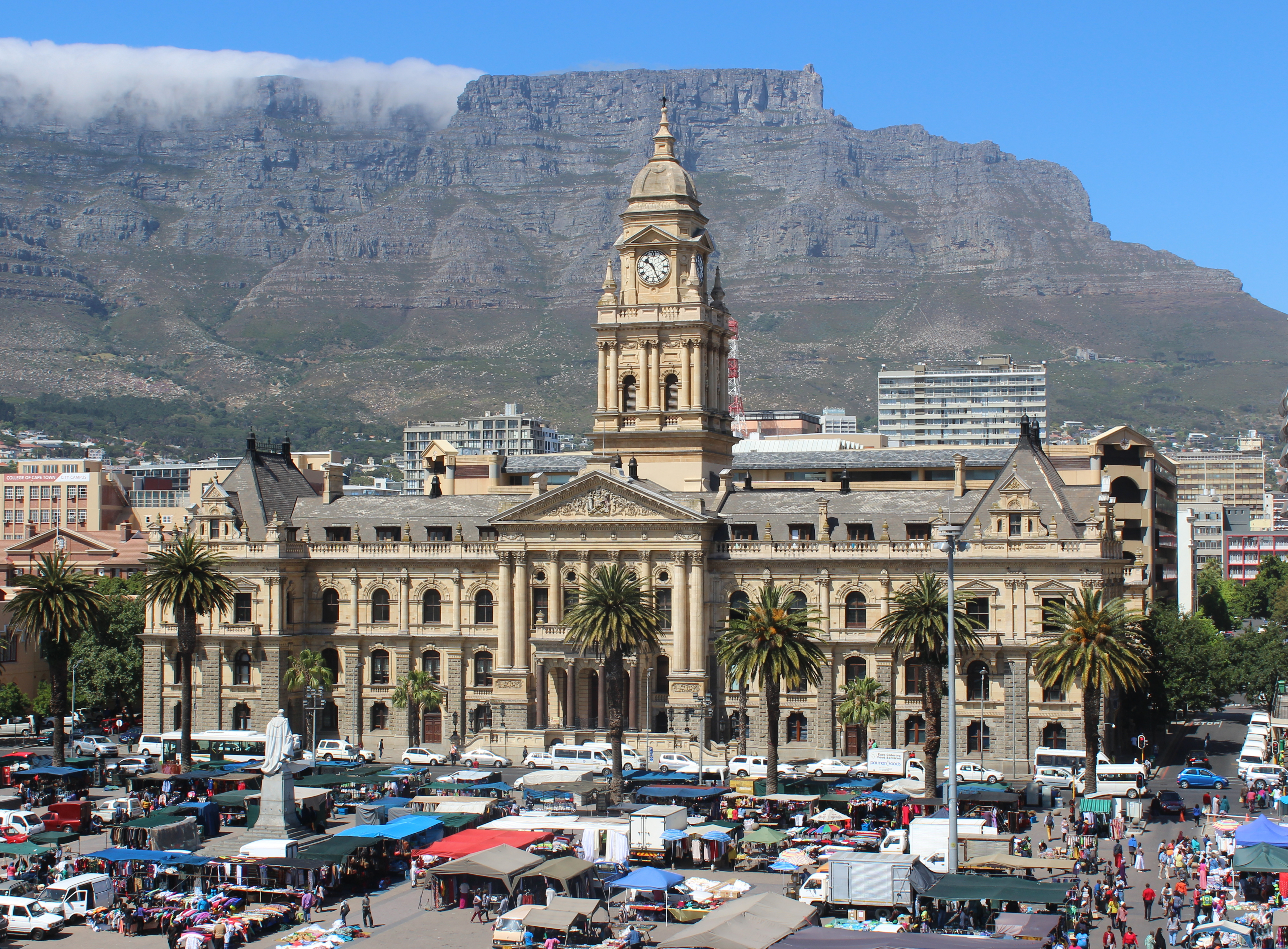
Кейптаунская ратуша

## Климат
Климат города субтропический средиземноморский.
| Показатель                                      | Янв. | Фев. | Март | Апр. | Май  | Июнь | Июль | Авг. | Сен. | Окт. | Нояб. | Дек. | Год  |
| ----------------------------------------------- | ---- | ---- | ---- | ---- | ---- | ---- | ---- | ---- | ---- | ---- | ----- | ---- | ---- |
| Абсолютный максимум, °C                         | 45,2 | 37,0 | 33,0 | 31,3 | 30,3 | 29,9 | 28,3 | 29,7 | 30,5 | 33,9 | 35,4  | 36,7 | 45,2 |
| Средний суточный максимум, °C                   | 28,0 | 27,1 | 25,6 | 23,2 | 20,5 | 18,2 | 17,6 | 18,0 | 19,4 | 21,8 | 23,5  | 26,9 | 22,2 |
| Средняя температура, °C                         | 23,3 | 20,8 | 19,5 | 17,1 | 14,8 | 12,7 | 12,0 | 12,7 | 14,2 | 16,9 | 19,2  | 20,0 | 16,6 |
| Средний суточный минимум, °C                    | 16,7 | 15,9 | 15,1 | 12,8 | 10,7 | 8,4  | 7,6  | 8,5  | 10,9 | 11,9 | 13,9  | 15,8 | 12,4 |
| Абсолютный минимум, °C                          | 10,8 | 7,9  | 5,5  | 3,4  | 1,0  | −0,8 | −1,5 | −0,7 | 1,0  | 3,0  | 4,0   | 6,2  | −1,5 |
| Норма осадков, мм                               | 12   | 12   | 18   | 46   | 69   | 93   | 90   | 77   | 47   | 31   | 21    | 16   | 537  |
| Температура воды, °C                            | 19   | 18   | 17   | 16   | 16   | 14   | 12   | 14   | 16   | 16   | 17    | 18   | 16   |
| Источник: Погода и Климат, Туристический портал |      |      |      |      |      |      |      |      |      |      |       |      |      |

## Численность населения и состав домохозяйств
По данным национальной переписи в ЮАР за 2001 год, население Кейптауна составляло 2 893 251 человек (около 7 % населения страны). В городе было 759 767 домохозяйств, из которых 87,4 % оборудовано канализацией, 94,4 % проживало в более или менее санитарных условиях с вывозом мусора и еженедельной чисткой туалета. 80,1 % домохозяйств пользовались электричеством как основным средством энергии. Подобная статистика собирается в ЮАР, где значительная часть населения, особенно негритянского, по-прежнему проживает в достаточно плачевных условиях, это особенно касается недавних мигрантов из сёл в города и обнищавших белых фермеров после прихода к власти чёрного большинства. 16,1 % домохозяйств имели одного главу семьи, что отражает последствия эпидемии СПИДа.

### Естественное движение населения
Динамика населения Кейптауна, как и ЮАР в целом, сложна и противоречива, сильно варьируется по расовым и языковым группам. В целом, в городе сохраняется высокая рождаемость, особенно среди чёрного и цветного населения, но она ниже чем в среднем по стране. При этом, смертность также очень высока. Особый вклад в смертность вносят бушующая эпидемия СПИДа, особенно в городских трущобах, и высокая преступность со значительным количеством смертей от огнестрельного оружия. При этом, город имеет и значительный миграционный прирост за счёт чёрных мигрантов-маргиналов из внутренних регионов ЮАР и других стран Африки.

### Расовый состав
Кейптаун отличается расовым разнообразием населения, но также конфликтными, противоречивыми отношениями между основными расовыми и этническими группами, традиционно конкурирующими между собой за довольно ограниченные экономические ресурсы города. Как и в США, межрасовые отношения характеризуются в прошлом явными, законодательно закреплёнными проявлениями расизма, в настоящее время принявшими скрытую форму (дискриминация, сегрегация жилья и т. д).

#### Цветные
В расовом плане в городе относительно преобладают так называемые цветные потомки от межрасовых контактов азиатов, в основном, завезённых как домашних слуг и рабов малайцев, белых (голландцев, немцев и отчасти португальцев) и негров. Цветные составляют 48,13 % населения (1,393 млн). Кейптаун — культурная столица цветного населения, родным языком которого является африкаанс.

#### Чернокожие
Далее по численности следует негритянское население. На его долю в Кейптауне приходится 31,0 % (897 тыс. чел), что существенно ниже, чем по стране в целом (79 %). Основная масса чёрных — недавние мигранты из племенных деревень на северо-западе страны, а также выходцы из других, ещё менее благополучных, регионов Африки. После прихода к власти чёрных после 1994 года, одна из задач современного правительства: увеличить долю чёрных в городе и предоставить им рычаги культурного, политического и экономического влияния.

#### Белые
Третий по численности расовый компонент Кейптауна — белые, составляющие 18,75 % населения (542 тыс.). Их доля в городе почти вдвое выше, чем по стране в целом (9 %), однако белые неоднородны по своему происхождению и языку. В приморских районах, особенно на мысе, основная масса имеет британское происхождение и разговаривает на английском языке. К ним примыкают и относительно недавние мигранты из Европы, в том числе русские, литовцы, португальцы и т.д. Другая значительная часть белых в городе — потомки голландских и немецких переселенцев XVII—XVIII веков (африканеры или буры), говорящие на африкаанс. Доля и численность белых в городе значительно сократилась за последние 40 лет и особенно за последнее десятилетие из-за их интенсивной эмиграции в США, Австралию и Великобританию и нежелания мириться с утратой политической власти в ЮАР, но Кейптаун из-за своего географического положения и давней истории в большей чем у других городов ЮАР мере сохраняет благоприятные условия для сохранения хотя бы некоторой части белого населения и в будущем.

## Транспорт

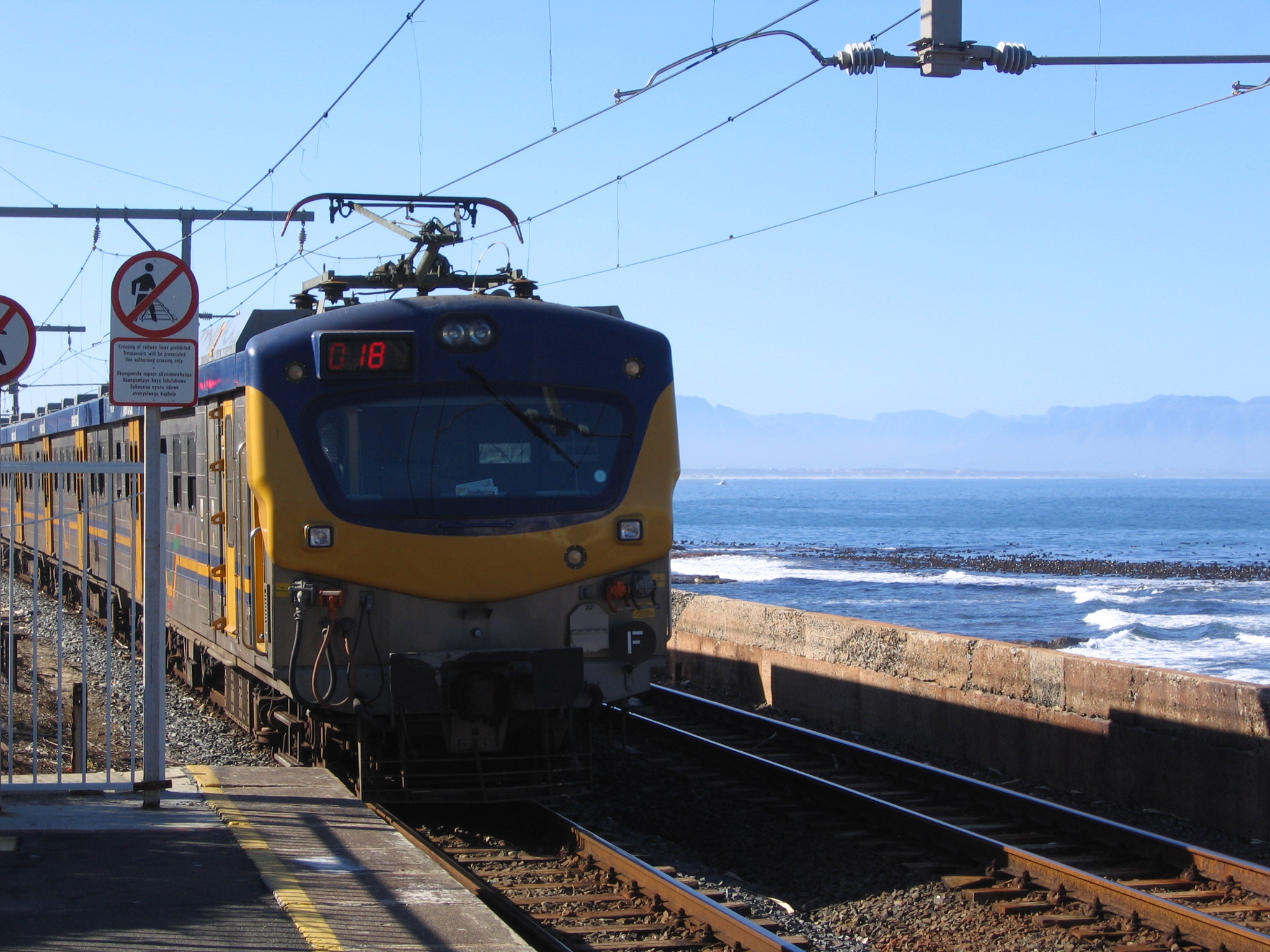

В Кейптауне завершается два трансафриканских автомобильных маршрута:
- шоссе Триполи-Кейптаун
- шоссе Каир-Кейптаун

Также в городе берут начало три национальные трассы: N1, N2 и N7. Основной вид транспорта в городе: автомобильный. Кейптаун страдает от худших автомобильных пробок в ЮАР. Основу общественного транспорта в городе составляют автобусы. Помимо обычных городских автобусов широко распространены микроавтобусы, также существует система скоростного автобуса MyCiTi.
Железнодорожный транспорт представлен как пригородным сообщением, которые соединяют Кейптаун с Малмсбери, Парлом и Стелленбосом, так и поездами дальнего следования, соединяющими железнодорожный вокзал с Йоханнесбургом и Ист-Лондоном.
Международный аэропорт Кейптаун является вторым по пассажирообороту аэропортом в Южной Африке. Аэропорт обслуживает рейсы по большинству направлений внутри страны и некоторые международные рейсы.
В городе функционирует несколько портов и пристаней, крупнейшим из которых является порт Кейптауна, расположенный в Столовой бухте. Этот порт является вторым по величине в стране после порта Дурбана. В 2008 году через порт Кейп-Тауна прошло 330 000 тонн неконтейнерных грузов. В 2006 году контейнерным терминалом было отгружено 782 878 ДФЭ.

## Достопримечательности

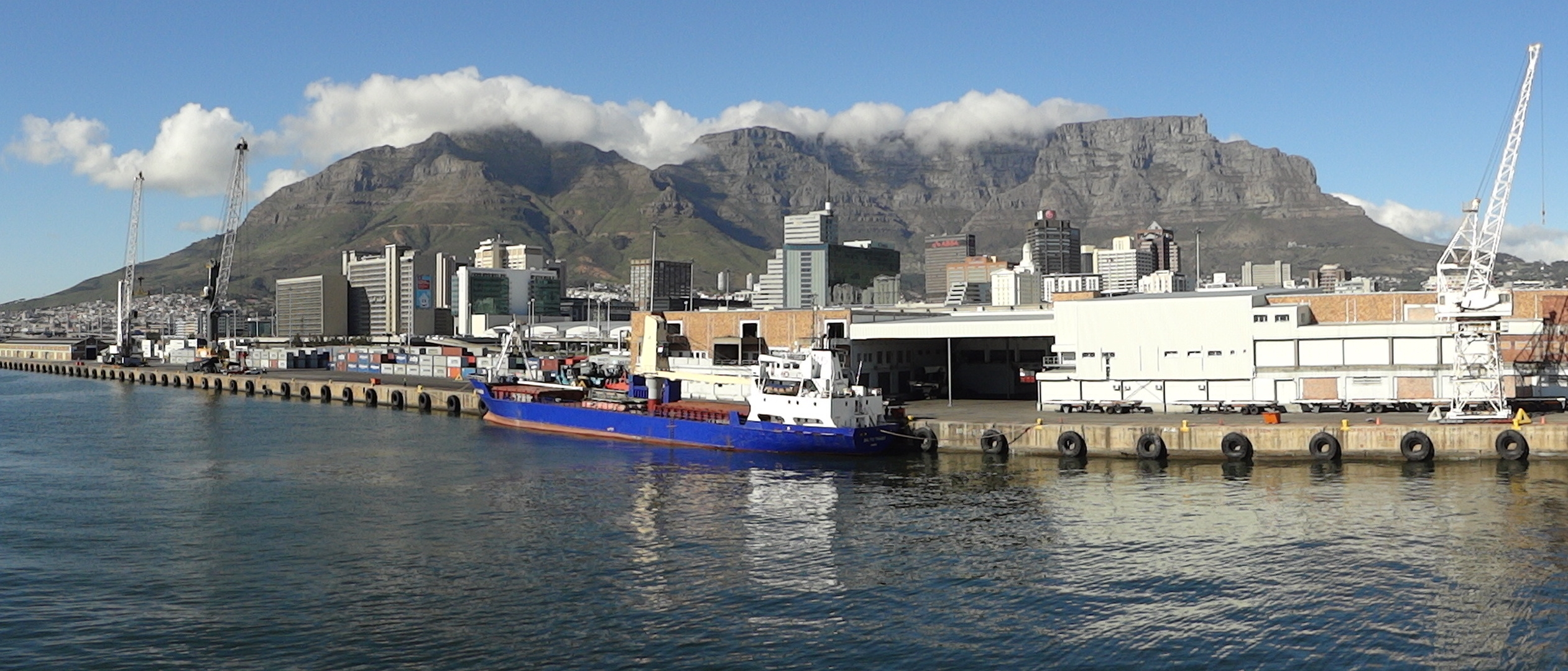
Вид на Столовую гору из гавани Кейптауна

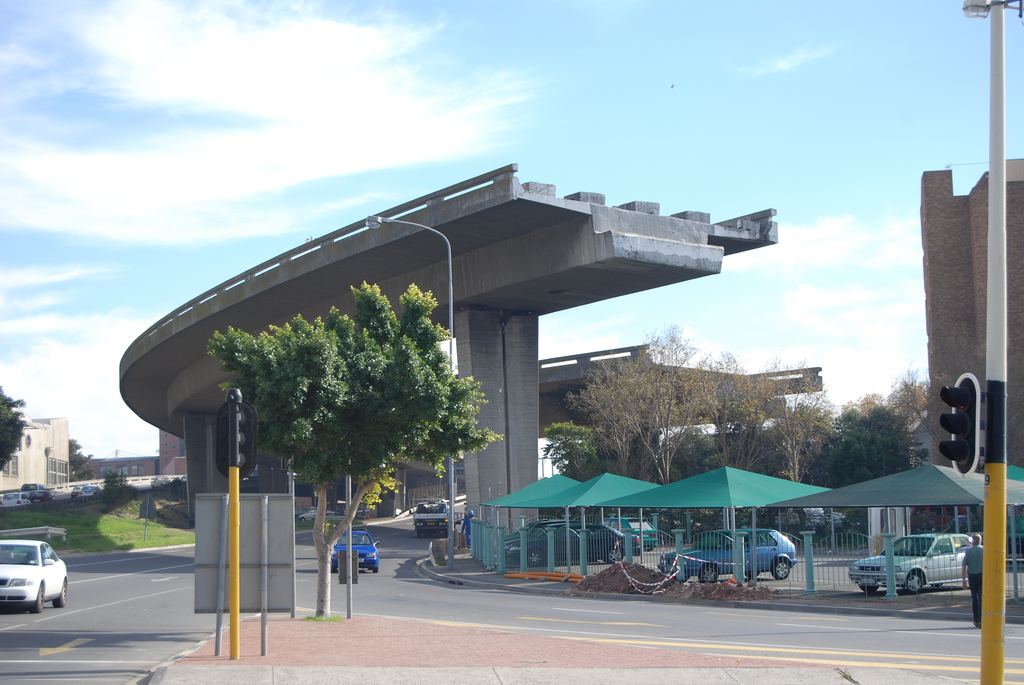
Мост шоссе Форшор

Столовая гора (англ. Table Mountain) высотой 1087 метров — символ Кейптауна. На протяжении многих лет её неповторимый силуэт встречал мореплавателей из дальних стран, стремящихся в долгожданную бухту Кейптауна пополнить запасы воды и продовольствия.
Набережная Виктории и Альфреда (англ. Victoria & Alfred Waterfront) — набережная бывшей гавани порта с некогда грязными и убогими портовыми сооружениями. В современности — гигантский развлекательный и торговый центр, включающий более 200 магазинов, галерей, кинозалов, отелей, ресторанов и пивных, популярное место прогулок жителей города и туристов.
Аквариум двух океанов (англ. Two Oceans Aquarium) — самый большой в Южном полушарии. За стеклом высотой 11 метров плавают более 300 представителей Атлантического и Индийского океанов.
Ботанический сад Кирстенбош (Kirstenbosch Botanical Gardens) основан в 1913 году на восточном склоне Столовой горы с целью сохранения флоры юга Африки. Признан одним из 7 лучших и известнейших ботанических садов в мире. Территория сада 528 гектаров. Летом здесь регулярно проводятся концерты классической музыки.
Крепость Доброй Надежды — одно из старых зданий в ЮАР, строительство было завершено в 1679 году, и стало базой Голландской Ост-Индийской компании на торговом пути в Индию, а также оборонительным фортом для поселенцев. В 1936 году форт стал музеем и до сих пор является региональным центром Южно-Африканских военных сил в Западно-Капской провинции.
Южноафриканская национальная галерея — один из крупнейших музеев ЮАР.
Изико — национальный музей с крупнейшей в Африке экспозицией экспонатов по зоологии, палеонтологии и археологии.
Площадь овощного рынка (англ. Greenmarket Square) — большой рынок, окружённый со всех сторон домами, построенными в своеобразном архитектурном стиле южно-африканского арт-деко. Кроме того на площади стоит старинное здание городского собрания (англ. Old Town House), в нём находится крупная выставка живописи голландских мастеров XVII века, в том числе гравюр Рембрандта.
На части улицы Лонг стрит между Орандж стрит и Вэйл стрит расположены полностью отреставрированные дома времён королевы Виктории. Благодаря художественной ковке балконов, лепнине и ярким фасадам улица очень напоминает французский квартал в Новом Орлеане. В этой части Лонг стрит расположены многочисленные бутики, антикварные и букинистические магазины.
Мост шоссе Форшор. Строился в начале и середине 1970-х годов, но не был достроен в связи с недостатком финансирования, став местной достопримечательностью: на его фоне снимаются эпизоды фильмов, рекламные ролики.

## Города-побратимы
- Ницца, Франция.
- Санкт-Петербург, Россия.